# Juan de Iriarte

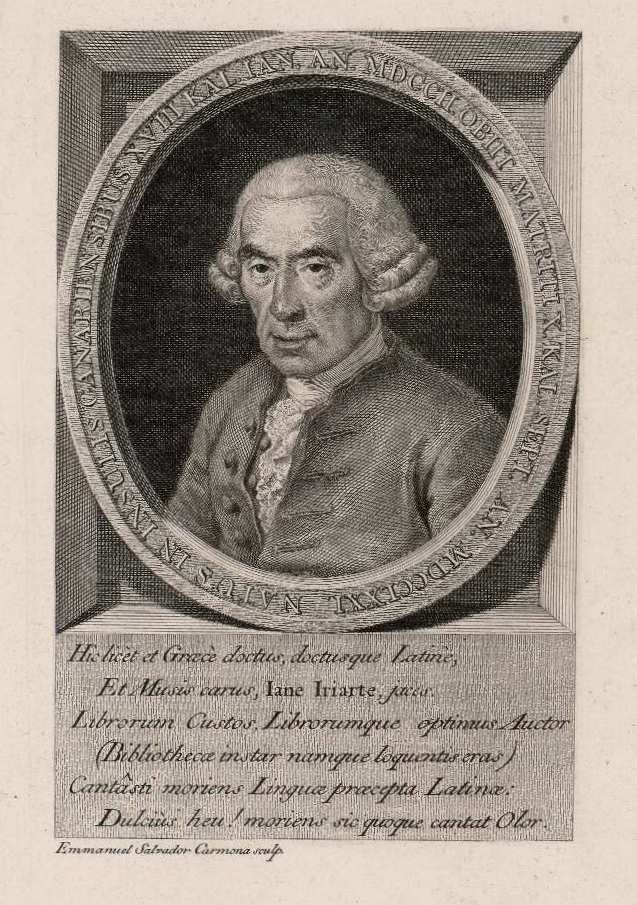
Juan de Iriarte

Juan de Iriarte y Cisneros (* 15. Dezember 1702 in Puerto de La Orotava (heute Puerto de la Cruz); † 23. August 1771 in Madrid) war ein spanischer Sprachwissenschaftler.

## Ausbildung
Juan de Iriarte wurde am 15. Dezember 1702 in Puerto de La Orotava (heute Puerto de la Cruz) geboren. Sein Vater war Juan de Iriarte y Echevarría seine Mutter Teresa de Cisneros y Escañuela. Mit elf Jahren reiste er mit einem Freund der Familie nach Paris. Dort wurde er auf den besten Schulen der Zeit unterrichtet u. a. am Lycée Louis-le-Grand. Einer seiner Lehrer war Carlos Porée, der auch Lehrer von Voltaire war. Er bekam eine umfassende Ausbildung in allen Fächern der klassischen Philologie darüber hinaus perfekte Kenntnisse der lateinischen, griechischen und französischen Sprachen. Um seine Englischkenntnisse zu verbessern verbrachte er einige Zeit in London.

## Tätigkeit
Im Jahr 1722 kehrte er in seine Heimat, nach Teneriffa zurück. Im Jahr 1724 ging er nach Madrid, wo er als Lehrer in adeligen Familien tätig wurde. Einer seiner Schüler war der spätere Herzog von Béjar und Alba. Er unterrichtete auch den portugiesischen Infanten Manuel als dieser sich am Madrider Hof befand. Er erwarb sich große Anerkennung bei den Königen Philipp V. und dessen Söhnen Ferdinand VI. und Karl III. Während dieser Zeit arbeitete er an einigen literarischen Zeitschriften mit. Er galt als bedeutender Literaturkritiker. Er übersetzte verschiedene Werke Voltaires und sammelte Material um eine Geschichte der Kanarischen Inseln zu schreiben. Sein Wörterbuch Latein – Kastilisch und Kastilisch – Latein kam aus Zeitmangel nicht über den Buchstaben „A“ hinaus. Die „Lateinische Grammatik“ in Prosa und Versen beschäftigte ihn über vierzig Jahre. Als königlicher Bibliothekar legte er ab 1729 Kataloge an, mit Arbeiten aus dem Bereich Geografie, Zeitrechnung und Mathematik. Als bedeutender Latinist und Gräzist versah er seit 1742 auch das Amt eines Übersetzers im Außenministerium. Im Jahr 1743 wurde er zum Mitglied der „Academia de la Lengua“ ernannt. Er war einer der Gründungsmitglieder der Real Academia Española.
Seine hohe Stellung und seine gute finanzielle Lage ermöglichten ihm nicht nur ein gutes Auskommen, er war auch in der Lage seinen drei Neffen, Bernardo, Domingo und Tomás de Iriarte y Nieves Ravelo eine hervorragende Ausbildung zukommen zu lassen.